# Grzywak afrykański
Grzywak afrykański, grzywak (Lophiomys imhausii) – gatunek ssaka z podrodziny grzywaków (Lophiomyinae) w obrębie rodziny myszowatych (Muridae).

## Zasięg występowania
Grzywak afrykański występuje we wschodnim Sudanie, Erytrei, Etiopii, Dżibuti, północnej Somalii, północno-wschodniej Ugandzie, zachodniej Kenii i odosobnionym zapisie z zachodniej Tanzanii.

## Taksonomia
Gatunek po raz pierwszy zgodnie z zasadami nazewnictwa binominalnego opisał w 1867 roku francuski zoolog Alphonse Milne-Edwards nadając mu nazwę Lophiomys imhausi. Holotyp pochodził z Somalii. Jedyny żyjący przedstawiciel rodzaju grzywak (Lophiomys).
Tradycyjnie L. imhausii umieszczany był w rodzinie Cricatidae, jednak badania przeprowadzone w 2015 wykazały, że L. imhausii jest taksonem bazalnym kladu obejmującego Deomyinae + Gerbillinae które razem tworzą grupę siostrzaną z Murinae. Autorzy Illustrated Checklist of the Mammals of the World uznają ten takson za gatunek monotypowy.

### Etymologia
- Lophiomys: gr. λοφιον lophion „czubek”, zdrobnienie od λοφος lophos „grzebień, czub”; μυς mus, μυος muos „mysz”[17].
- imhausii: monsieur Imhaus z Adenu (brak daty urodzin i śmierci) który zakupił okaz czaszki grzywaka, po czym przekazał go Milne-Edwardsowi; brak innych informacji[18].

## Nazwa zwyczajowa
W polskiej literaturze zoologicznej nazwa „grzywak” była używana dla oznaczenia gatunku Lophiomys imhausi. W wydanej w 2015 roku przez Muzeum i Instytut Zoologii Polskiej Akademii Nauk publikacji „Polskie nazewnictwo ssaków świata” gatunkowi temu przypisano oznaczenie grzywak afrykański, rezerwując nazwę „grzywak” dla rodzaju Lophiomys.

## Morfologia
Długość ciała (bez ogona) 252–301 mm, długość ogona 145–205 mm, długość ucha 30–39 mm, długość tylnej stopy 34–56 mm; masa ciała 590–920 g. Puszyste futro o ubarwieniu ciemnym w jaśniejsze plamy. Na grzbiecie posiada dłuższe włosy tworzące grzywę.

## Ekologia
Zamieszkuje lasy górskie gdzie w norach i rozpadlinach skalnych zakłada gniazda. Żeruje nocą, wspina się po drzewach i odżywia się roślinami.
We włosach gromadzi truciznę, strofantynę, która silnie działa na mięsień sercowy. Truciznę grzywak pozyskuje z przeżuwanej kory i korzeni drzewa Acokanthera schimperi.